# Слободчиковское сельское поселение (Тюменская область)
Слободчиковское се́льское поселе́ние — муниципальное образование в Аромашевском районе Тюменской области Российской Федерации.
Административный центр — село Слободчики.

## История
Статус и границы сельского поселения установлены Законом Тюменской области от 5 ноября 2004 года № 263 «Об установлении границ муниципальных образований Тюменской области и наделении их статусом муниципального района, городского округа и сельского поселения».

## Население
| 2010 | 2011 | 2012 | 2013 | 2014 | 2015 | 2016 |
| ---- | ---- | ---- | ---- | ---- | ---- | ---- |
| 691  | ↘687 | ↘662 | ↘644 | ↘630 | ↘609 | ↘598 |
| 2017 | 2018 | 2019 | 2020 | 2021 | 2023 |      |
| ↗599 | ↘579 | ↘565 | ↘540 | ↘522 | ↘497 |      |

## Состав сельского поселения
| № | Населённый пункт | Тип населённого пункта       | Население |
| - | ---------------- | ---------------------------- | --------- |
| 1 | Валгина          | деревня                      | ↘189      |
| 2 | Николаевка       | деревня                      | ↗43       |
| 3 | Слободчики       | село, административный центр | ↘437      |
| 4 | Таловая          | деревня                      | ↘22       |